# Rio Brilhante
Rio Brilhante is een gemeente in de Braziliaanse deelstaat Mato Grosso do Sul. De gemeente telt 27.903 inwoners (schatting 2009).